# Tarasava
Tarasava (belarusiska: Тарасава) är en by i Belarus. Den ligger i voblasten Minsks voblast, i den centrala delen av landet, 12 km väster om huvudstaden Minsk. Tarasava ligger 238 meter över havet och antalet invånare är 1 000.

## Natur och klimat
Terrängen runt Tarasava är platt. Runt Tarasava är det mycket tätbefolkat, med 1 886 invånare per kvadratkilometer.. Närmaste större samhälle är Mіnsk, 12,4 km öster om Tarasava.
Trakten runt Tarasava består till största delen av jordbruksmark.